# Гаррі Вілсон (футболіст, 1997)
Гаррі Вілсон (англ. Harry Wilson, нар. 22 березня 1997, Рексем) — валлійський футболіст, вінгер клубу «Фулгем».
Виступав, зокрема, за клуби «Ліверпуль», «Борнмут» та «Кардіфф Сіті», а також національну збірну Уельсу.

## Клубна кар'єра
Народився 22 березня 1997 року в місті Рексем. Вихованець футбольної школи клубу «Ліверпуль». Дорослу футбольну кар'єру розпочав 2014 року в основній команді того ж клубу, в якій грає досі. 
Протягом другої половини 2015 року захищав кольори клубу «Кру Александра» на правах оренди, після чого повернувся до «Ліверпуля» на два роки.
Згодом з 2018 по 2020 рік грав у складі команд «Галл Сіті», «Дербі Каунті» та «Борнмут» також на правах оренди.
Сезон 2020–21 провів у складі клубу «Кардіфф Сіті». За сезон відіграв за валійську команду 38 матчів в усіх турнірах.

## Виступи за збірні
2013 року дебютував у складі юнацької збірної Уельсу (U-17), загалом на юнацькому рівні взяв участь у 5 іграх, відзначившись 4 забитими голами.
Протягом 2015–2017 років залучався до складу молодіжної збірної Уельсу. На молодіжному рівні зіграв у 10 офіційних матчах, забив 2 голи.
2013 року дебютував в офіційних матчах у складі національної збірної Уельсу.
У травні 2021 Гаррі було включено до заявки збірної на чемпіонат Європи 2020.
| Дата       | Місто     | Господарі   | Результат | Гості       | Турнір                               | Голи | Примітки |
| ---------- | --------- | ----------- | --------- | ----------- | ------------------------------------ | ---- | -------- |
| 15-10-2013 | Брюссель  | Бельгія     | 1 – 1     | Уельс       | Відбір до ЧС 2014                    | -    | 87'      |
| 22-3-2018  | Наньнін   | КНР         | 0 – 6     | Уельс       | товариський матч                     | 1    | 71'      |
| 26-3-2018  | Наньнін   | Уельс       | 0 – 1     | Уругвай     | товариський матч                     | -    | 72'      |
| 28-5-2018  | Пасадена  | Мексика     | 0 – 0     | Уельс       | товариський матч                     | -    | 64'      |
| 11-10-2018 | Кардіфф   | Уельс       | 1 – 4     | Іспанія     | товариський матч                     | -    | 46'      |
| 16-10-2018 | Дублін    | Ірландія    | 0 – 1     | Уельс       | Ліга націй УЄФА 2018-2019 - 1-й етап | 1    | 85'      |
| 16-11-2018 | Кардіфф   | Уельс       | 1 – 2     | Данія       | Ліга націй УЄФА 2018-2019 - 1-й етап | -    | 68'      |
| 20-11-2018 | Ельбасан  | Албанія     | 1 – 0     | Уельс       | товариський матч                     | -    | 58'      |
| 24-3-2019  | Кардіфф   | Уельс       | 1 – 0     | Словаччина  | Відбір до ЧЄ 2020                    | -    | 87'      |
| 8-6-2019   | Осієк     | Хорватія    | 2 – 1     | Уельс       | Відбір до ЧЄ 2020                    | -    |          |
| 11-6-2019  | Будапешт  | Угорщина    | 1 – 0     | Уельс       | Відбір до ЧЄ 2020                    | -    | 73'      |
| 6-9-2019   | Кардіфф   | Уельс       | 2 – 1     | Азербайджан | Відбір до ЧЄ 2020                    | -    | 63'      |
| 9-9-2019   | Кардіфф   | Уельс       | 1 – 0     | Білорусь    | товариський матч                     | -    | 89'      |
| 10-10-2019 | Трнава    | Словаччина  | 1 – 1     | Уельс       | Відбір до ЧЄ 2020                    | -    | 66'      |
| 13-10-2019 | Кардіфф   | Уельс       | 1 – 1     | Хорватія    | Відбір до ЧЄ 2020                    | -    | 68'      |
| 16-11-2019 | Баку      | Азербайджан | 0 – 2     | Уельс       | Відбір до ЧЄ 2020                    | 1    | 90'      |
| 19-11-2019 | Кардіфф   | Уельс       | 2 – 0     | Угорщина    | Відбір до ЧЄ 2020                    | -    | 88'      |
| 3-9-2020   | Гельсінкі | Фінляндія   | 0 – 1     | Уельс       | Ліга націй УЄФА 2020-2021 - 1-й етап | -    | 46' 86'  |
| 11-10-2020 | Дублін    | Ірландія    | 0 – 0     | Уельс       | Ліга націй УЄФА 2020-2021 - 1-й етап | -    | 67'      |
| 14-10-2020 | Софія     | Болгарія    | 0 – 1     | Уельс       | Ліга націй УЄФА 2020-2021 - 1-й етап | -    | 77'      |
| 12-11-2020 | Кардіфф   | Уельс       | 0 – 0     | США         | товариський матч                     | -    |          |
| 18-11-2020 | Кардіфф   | Уельс       | 3 – 1     | Фінляндія   | Ліга націй УЄФА 2020-2021 - 1-й етап | 1    | 89'      |
| 24-3-2021  | Левен     | Бельгія     | 3 – 1     | Уельс       | Відбір до ЧС 2022                    | 1    | 66'      |
| 30-3-2021  | Кардіфф   | Уельс       | 1 – 0     | Чехія       | Відбір до ЧС 2022                    | -    | 76'      |
| 2-6-2021   | Ніцца     | Франція     | 3 – 0     | Уельс       | товариський матч                     | -    | 59'      |
| 5-6-2021   | Кардіфф   | Уельс       | 0 – 0     | Албанія     | товариський матч                     | -    | 61'      |
| 16-6-2021  | Баку      | Туреччина   | 0 – 2     | Уельс       | ЧЄ 2020 - 1-й етап                   | -    | 85'      |
| 20-6-2021  | Рим       | Італія      | 1 – 0     | Уельс       | ЧЄ 2020 - 1-й етап                   | -    | 74'      |
| 26-6-2021  | Амстердам | Уельс       | 0 – 4     | Данія       | ЧЄ 2020 - 1/8 фіналу                 | -    | 60' 90'  |
| 1-9-2021   | Гельсінкі | Фінляндія   | 0 – 0     | Уельс       | товариський матч                     | -    |          |
| 8-9-2021   | Кардіфф   | Уельс       | 0 – 0     | Естонія     | Відбір до ЧС 2022                    | -    | 36'      |
| Усього     |           | Матчів      | 31        |             | Голів                                | 5    |          |